# Rue Perrault (Nantes)
La rue Perrault est une voie de la ville de Nantes, dans le département français de la Loire-Atlantique.

## Situation et accès
Située dans le centre-ville de Nantes, sur la partie est de l'ancienne île Gloriette, appelée « prairie de la Madeleine », elle relie la chaussée de la Madeleine à la rue des Olivettes. Bitumée, ouverte à la circulation, elle rencontre la rue Sanlecque et l'impasse de l'Hôtel-Dieu.

## Origine du nom
On ne sait si le nom qui lui a été attribué fait référence à Claude Perrault, échevin de Nantes de 1677 à 1687, ou au littérateur Charles Perrault, auteur des célèbres Contes de ma mère l’Oye.

## Historique
Dans une pièce de 1838, la rue n'est qu’un cul-de-sac qui part de la rue des Olivettes. Un autre document de 1869 évoque son prolongement jusqu'à la chaussée de la Madeleine.
En 2007, à l'angle de la chaussée de la Madeleine, a été inaugurée la « Maison des Chercheurs Étrangers  » proposant aux chercheurs de passage à Nantes, 24 appartements meublés sur 440 m2 pour des locations courtes de 15 jours à 6 mois maximum, en attendant que les locataires puissent trouver un logement,.

## Voies secondaires

### Rue Sanlecque
Localisation : 47° 12′ 38″ N, 1° 33′ 02″ O
En 1807, la voie est mentionnée sur un document dans lequel les propriétaires riverains s'étaient entendus pour abandonner le terrain nécessaire à l'ouverture d'une rue de 18 pieds de largeur afin de la faire communiquer à la rue Marmontel au quai Magellan. Mais ce projet ne fut jamais réalisé et la rue resta à l'état d'impasse. Néanmoins, le passage de la Poule-Noire la fait communiquer avec la rue des Olivettes.
Édouard Pied nous indique qu'un certain Sanlecque comptait parmi les notables, sous la municipalité Pierre Giraud du Plessis, entre 1791 et 1795.

### Impasse de l'Hôtel-Dieu
Localisation : 47° 12′ 41″ N, 1° 33′ 04″ O
Située dans le prolongement ouest de la rue Sanlecque, elle aboutit en impasse après avoir été traversée par l'avenue de l'Hôtel-Dieu.